# Amelia Vega
Amelia Vega Polanco (n. 7 noiembrie 1984, Santiago de los Caballeros, Santiago Province⁠(d), Republica Dominicană) este un fotomodel. Ea a este în 2003, prima femeie dominicană care a fost aleasă Miss Univers.
Tatal ei, Otto Vega, este un medic, care practică medicina în New York și Miami. Mama ei, Patricia Polanco Alvarez, născută de asemenea în Santiago de los Caballeros, a fost titulară la concusurile naționale anterioare, și a reprezentat Republica Dominicană în 1980, la concursul Miss World.
După câștigarea titlului de  Miss World, s-a mutat în New York. Vega a vizitat mai multe țări printre care se numără: Germania, Elveția, Ecuador, Canada, Chile, China, Indonezia, Mexic, Puerto Rico, Thailanda, Vietnam și Rusia. Ea s-a reîntors în țara ei de baștină, unde i s-a acordat în 2003, o medalie de onoare la Jocurile Panamericane, din Santo Domingo.

## Filmografie
- Homie Spumoni (2006) .... Chanice (as Amelia Vega Polanco)
- The Lost City (2005) .... Minerva Eros